# 鉄旅〜列車でぐるりと温泉に行こう!〜
『鉄旅〜列車でぐるりと温泉に行こう!〜』（てつたび れっしゃでぐるりとおんせんにいこう）は、2011年5月29日に日本テレビ系列中部地区ブロックネット8局で放送された中京テレビ製作のバラエティ番組・旅番組である。

## 概要
中川家の中川剛と中川礼二らが鉄道で旅をし、その魅力や名所を紹介。名古屋から日本海を経由し、岐阜の下呂温泉を目指した。
旅はまず中川家の2人と川村ゆきえ、鉄道マニアの南田裕介の4人で出発し、途中から鉄道音楽家の杉浦哲郎が同行した。名古屋から敦賀まではしらさぎ3号に乗り、そこから福井までサンダーバード9号に乗って移動。福井駅からは2チームに分かれ、えちぜん鉄道の三国芦原線と勝山永平寺線の景色を撮影しながら蕎麦や団子などを味わった。ほか、金沢から富山まではくたか23号に乗って移動。富山駅は“鉄旅”には欠かせない場所で、最新の電車富山ライトレールに鉄道マニアの礼二と南田はテンションが上がって次々と写真を撮り始めたり、黒部峡谷鉄道の宇奈月駅ではトロッコ列車に乗って絶景を眺めたりと旅を楽しんでいた。
なお、中京テレビはこの番組以前にも、芸能界の鉄道好きが鉄道愛について語り合う鉄道番組『芸能界鉄道研究会 鉄研』を何度か放送したことがある。

## 出演者
（公式サイト掲載順）
- 中川剛（中川家）
- 中川礼二（中川家）
- 川村ゆきえ
- 南田裕介（ホリプロマネージャー）
- 杉浦哲郎（スギテツ）

## スタッフ
- ナレーション：前田麻衣子（中京テレビアナウンサー）
- プロデューサー：夫馬竜彦、黒宮英作
- 演出：池内康浩、富田恭彦
- 構成：柳しゅうへい
- 制作協力：中京テレビ映像企画
- 制作著作：中京テレビ

## ネット局
| 放送対象地域 | 放送局                    | 系列                           | 放送日時                    | 備考   |
| ------------ | ------------------------- | ------------------------------ | --------------------------- | ------ |
| 中京広域圏   | 中京テレビ (CTV)          | 日本テレビ系列                 | 2011年5月29日 15:00 - 15:55 | 製作局 |
| 新潟県       | テレビ新潟 (TeNY)         | 日本テレビ系列                 | 2011年5月29日 15:00 - 15:55 |        |
| 富山県       | 北日本放送 (KNB)          | 日本テレビ系列                 | 2011年5月29日 15:00 - 15:55 |        |
| 石川県       | テレビ金沢 (KTK)          | 日本テレビ系列                 | 2011年5月29日 15:00 - 15:55 |        |
| 山梨県       | 山梨放送 (YBS)            | 日本テレビ系列                 | 2011年5月29日 15:00 - 15:55 |        |
| 長野県       | テレビ信州 (TSB)          | 日本テレビ系列                 | 2011年5月29日 15:00 - 15:55 |        |
| 静岡県       | 静岡第一テレビ (SDT)      | 日本テレビ系列                 | 2011年5月29日 15:00 - 15:55 |        |
| 福井県       | 福井放送 (FBC)            | 日本テレビ系列／テレビ朝日系列 | 2011年5月29日 15:00 - 15:55 |        |
| 兵庫県       | サンテレビジョン (SUN-TV) | 独立UHF局                      | 2011年10月2日 13:00 - 13:55 |        |